# Бах, Мария Барбара
Мария Барбара Бах (нем. Maria Barbara Bach; 20 (30) октября 1684 — 7 июля 1720) — троюродная сестра и первая жена Иоганна Себастьяна Баха. Дочь Иоганна Михаэля Баха.

## Биография
Родилась в городе Герен, графства Шварцбург-Зондерсгаузен в семье Катарины (ум. 1704) и Михаэля (1648—1694) Бахов. Потеряв обоих родителей, Мария Барбара поселилась со своими старшими сёстрами Фридаленой Маргаретой и Барбарой Катариной Бах в доме бургомистра Арнштадта Мартина Фельдхайса и его супруги Маргареты, урождённой Ведеманн (Фельдхайсы были её крестными родителями).
Вышла замуж за Иоганна Себастьяна Баха во время его пребывания в должности органиста церкви Святого Власия в Мюльхаузене, — должность, которую он занял в середине лета 1707 года. В августе Бах получил наследство в 50 гульденов (более половины его годового жалованья) от своего дяди по матери, Тобиаса Лемерхирта. Благодаря этому Бах и Мария Барбара смогли пожениться 17 октября в деревне Дорнхайме, недалеко от Арнштадта, где она тогда проживала и где ранее работал сам Бах. Мало что известно о её жизни или их семейной жизни, за исключением того, что они были счастливы в браке.
По словам второго оставшегося в живых сына Баха, Карла Филиппа Эммануила, смерть Марии Барбары в 1720 году произошла быстро и неожиданно: Иоганн Себастьян сопровождал своего работодателя, герцога Кётена, поскольку герцог отправился на воды в Карлсбад (герцог взял музыкантов с собой, чтобы обеспечить себе развлечения). Когда Бах уехал, Мария Барбара чувствовала себя нормально; вернувшись домой два месяца спустя, он узнал, что жена умерла и была похоронена 7 июля. Причина её смерти неизвестна, но предположительно — это было инфекционное заболевание или осложнение при беременности.
Мария Барбара родила семерых детей, трое из которых умерли во младенчестве:
- Катарина Доротея (1708—1774)
- Вильгельм Фридеман (1710—1784)
- Иоганн Кристоф (1713)
- Мария София (1713)
- Карл Филипп Эммануил (1714—1788)
- Иоганн Готфрид Бернгард (1715—1739)
- Леопольд Августус (1718—1719)

## Память

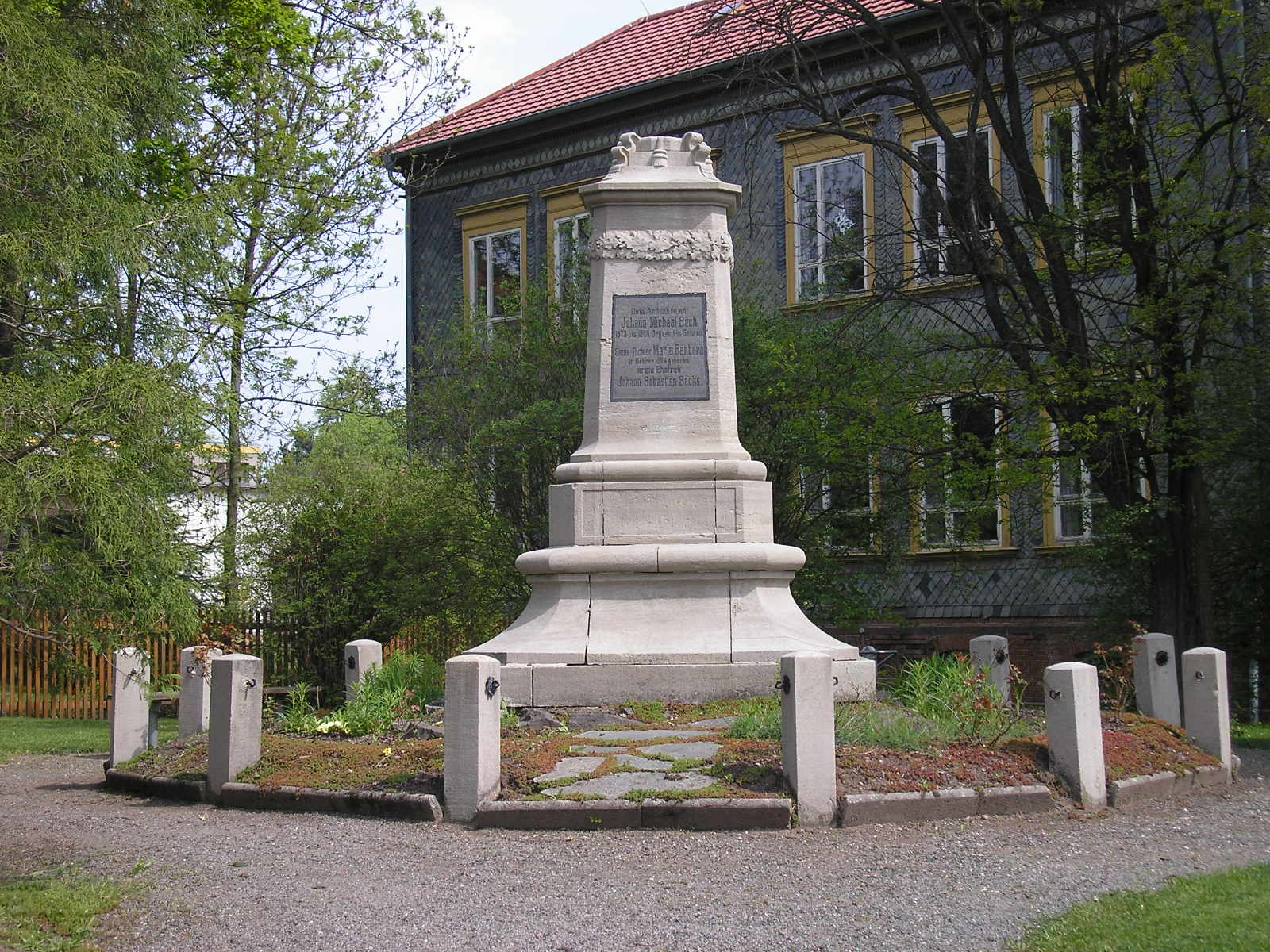
Памятник Иоганну Михаэлю Баху и его дочери Марии Барбаре в Герене

В парке города Кётен, где скончалась Мария-Барбара, 31 августа 2004 года был воздвигнут памятный камень в её честь, ставший частью проекта Frauenorte, посвящённого увековечению памяти выдающихся женщин. Ещё один памятник Марии Барбаре Бах и её отцу Иоганну Михаэлю воздвигнут в её родном городе Герен.